# Reel 2 Real
Reel 2 Real – amerykański duet wykonujący muzykę house i dance. Został założony w 1993 roku. Zespół tworzyli DJ i producent muzyczny Erick Morillo oraz wokalista The Mad Stuntman (Mark Quashie). Grupa wydała 3 albumy. Wykonali takie single jak „I Like to Move It”, „Can You Feel It?”, „Conway” i „Go on Move”. Formacja działała do 1996, kiedy to The Mad Stuntman postanowił się poświęcić karierze solowej.

## Dyskografia

### Albumy stuudyjne
- 1994: Move It!
- 1996: Are You Ready for Some More?

### Albumy remiksowe
- 1995: Reel 2 Remixed

### Single
- 1993: „The New Anthem”
- 1993: „I Like to Move It”
- 1994: „Go on Move”
- 1994: „Can You Feel It?”
- 1994: „Raise Your Hands”
- 1995: „Conway”
- 1996: „Jazz It Up”
- 1996: „Are You Ready for Some More?”
- 1997: „After the Rain”